# Rum (Tyrol)
Pour les articles homonymes, voir Rum.
Rum est une commune du district d'Innsbruck-Land, au Tyrol (Autriche), située au nord-est d'Innsbruck.